# La spia dei lancieri
La spia dei lancieri (Lancer Spy) è un film del 1937 diretto da Gregory Ratoff.

## Trama
Prima guerra mondiale: l'ufficiale inglese del Servizio Segreto, tenente Michael Bruce, dato per morto, anche alla moglie Joan Bruce e alla figlia, assume per la somiglianza l'identità di un barone e ufficiale tedesco, Kurt von Rohback, incaricato dal colonnello Fenwick di acquisire informazioni riservate dall'alto comando tedesco. Scoperto, viene aiutato da una soubrette ungherese, Dolores Daria; fugge assumendo l'identità di un cittadino statunitense, oltrepassando il confine svizzero e quindi ponendosi in salvo soccorso da due frati francescani. A guerra finita, sempre sotto falsa identità, ogni anno si reca in Germania in un cimitero a porre dei fiori in ricordo della ragazza ungherese che lo aveva aiutato e che per questo era stata fucilata.